# بیستون (شب‌پره)
بیستون (شب‌پره) (نام علمی: Biston) نام یک سرده از تیره زمین‌سنجان است.